# Cleocnemis paraguensis
Cleocnemis paraguensis is een spinnensoort in de taxonomische indeling van de renspinnen (Philodromidae).
Het dier behoort tot het geslacht Cleocnemis. De wetenschappelijke naam van de soort werd voor het eerst geldig gepubliceerd in 1933 door Willis J. Gertsch.